# 1803 en France
Chronologie de la France
- 1799
- 1800
- 1801
- 1802
- 1803
- 1804
- 1805
- 1806
- 1807

Cette page concerne l'année 1803 du calendrier grégorien.

## Événements

### Janvier
- 4 janvier : création des sénatoreries par le sénatus-consulte du 14 nivôse an XI, dotées d'un immeuble et d'un revenu annuel en domaines nationaux et attribuées à des sénateurs nommés par le Premier consul[1].
- 14 janvier  (24 nivôse an XI) : l'aéronaute André-Jacques Garnerin dépose un brevet pour le premier parachute testé en 1797[2].
- 15 janvier (25 nivôse an XI) : première réunion la « Société en faveur des savants et des gens de lettres » présidée par François de Neufchâteau et le préfet de la Seine Nicolas Frochot[3].
- 17 janvier  (28 nivôse an XI) : très grand succès au théâtre du Vaudeville de Fanchon la Vielleuse, comédie lyrique en 3 actes de Jean-Nicolas Bouilly et Joseph Pain[4].
- 21 janvier (1er pluviôse an XI) : des ouvriers découvrent sous les dalles de l'abside de la Sainte-Chapelle une caisse en plomb contenant les restes d'un cœur humain, qui pourrait être celui de Louis IX[3].
- 23 janvier(3 pluviôse an XI) : arrêté consulaire réorganisant l'Institut de France en quatre classes : sciences physiques et mathématiques, Langue et littérature françaises, Histoire et littérature ancienne, Beaux-arts. La classe des sciences morales et politiques est supprimée[3].
- 25 janvier (5 pluviôse an XI) : l'écrivain allemand Christoph Martin Wieland est élu membre associé étranger de la 3e classe de l'Institut[3].
- 28 janvier : Dominique Vivant Denon entre à l'Institut de France dans la quatrième classe des Beaux-Arts, section peinture[3].

### Février
- 19 février (30 pluviôse an XI) : Acte de Médiation entre Bonaparte et dix députés suisses ; la Suisse reçoit une nouvelle constitution qui reconstitue une Confédération de dix-neuf cantons ; elle fournit en permanence 16 000 hommes à l’armée française[3].
- 25 février (6 ventôse an XI) :
  - la diète de Ratisbonne adopte le recès principal de l'Empire préparé par Bonaparte et Talleyrand pour la réorganisation de l'Allemagne. Le nombre des États membres du Saint-Empire romain germanique tombe de 360 à 82[3].
  - arrêté créant la chambre de commerce de Paris[5].
  - création de l’École de Compiègne, premier établissement d’enseignement technique[6].

### Mars
- 1er mars : le bailli Buzi arrive de Messine pour prendre possession de Malte pour le compte du grand-maître Tommasi comme prévu par la paix d'Amiens. Le Commissaire civil britannique Alexander Ball lui répond le lendemain qu'il refuse d'évacuer l'île tant que toutes les puissances n'ont pas ratifié le traité et sans avoir d'instruction spéciales de sa cour[7].
- 6 mars : le général de division Decaen, nommé capitaine général des établissements français de l'Inde le 18 juin 1802, quitte Brest pour Pondichéry qu'il atteint le 11 juillet. Devant le refus du gouverneur général Wellesley de lui remettre les cinq comptoirs, il revient à l’île de France où il est le 16 août[8].
- 10 mars : la foire aux jambons supprimée pendant la Révolution, est rétablie sur le parvis de Notre-Dame[3].

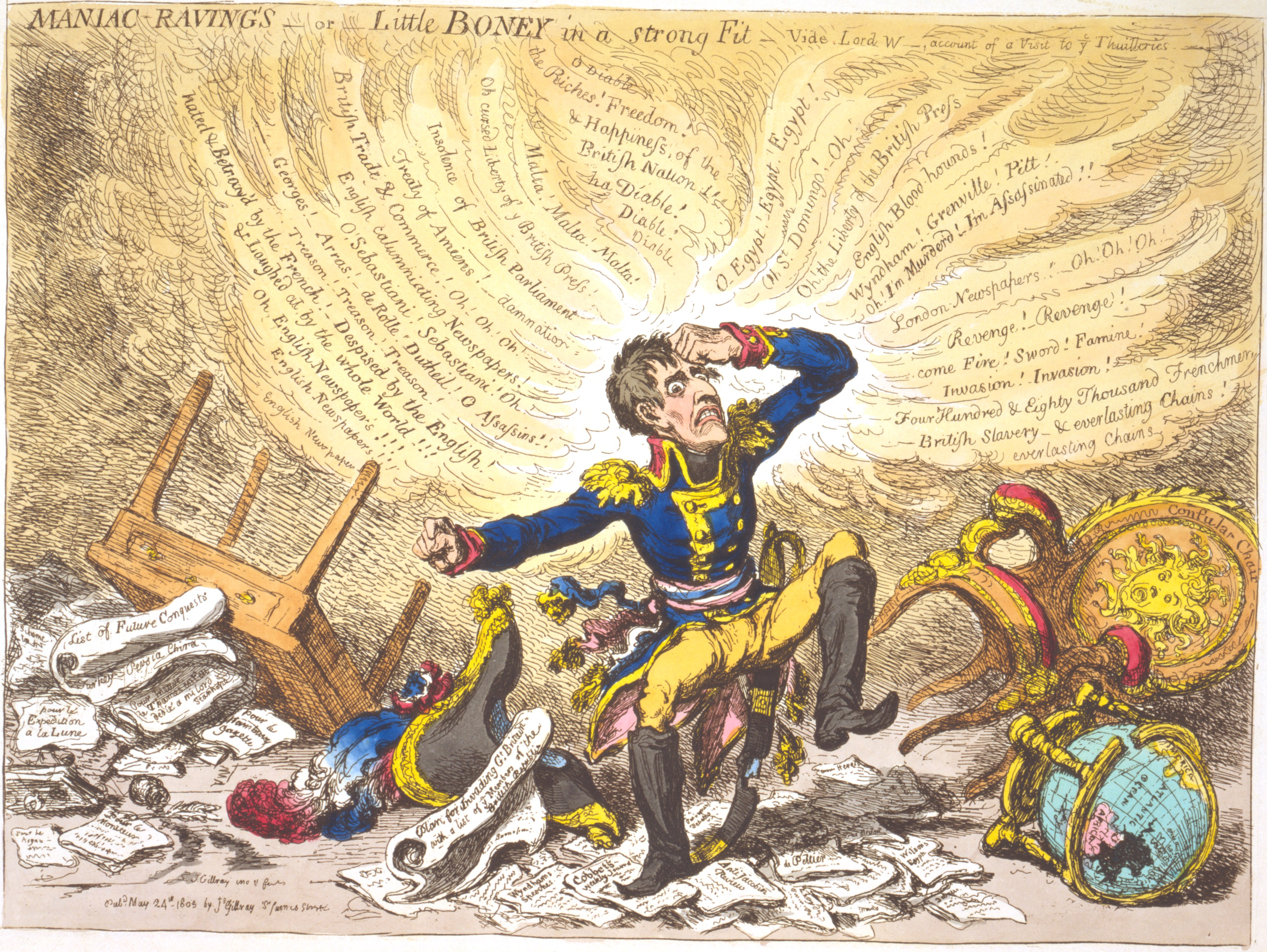
Caricature de James Gillray sur la tirade de Napoléon à Whitworth aux Tuileries le 13 mars 1803.

- 13 mars : le Premier Consul s'en prend à l'ambassadeur britannique Charles Whitworth lors d'une réception aux Tuileries : « Malte ou la guerre, et malheur à ceux qui violent les traités. »[9].
- 16 mars (25 ventôse an XI ) : loi qui réglemente la profession de notaire[3].
- 21 mars (30 ventôse an XI) : décret sur le divorce promulgué le 31 mars  (10 germinal an XI). Le divorce par consentement mutuel est interdit quand l'épouse atteint 45 ans[10].

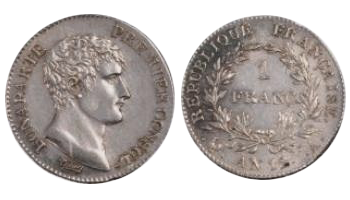
Pièce de 1 franc français émise en 1803 représentant Bonaparte, Premier Consul.

- 28 mars : instauration du franc Germinal (Loi du 7 germinal an XI, qui fixe la valeur du franc à 5,90 grammes d’argent), qui reste stable jusqu’en 1914[11].

### Avril
- 1er avril : loi du 11 germinal an XI qui réglemente le choix des prénoms parmi « les noms en usage dans les différents calendriers, et ceux des personnages connus dans l'histoire ancienne »[12].
- 4-14 avril (14-24 germinal an XI) : loi qui punit de mort les faux-monnayeurs[13]. Reymond, dit Peschio Saint-Simon, exécuté le 22 octobre, en est la première victime[3].
- 12 avril (22 germinal an X) : la réglementation du travail dans les manufactures et les ateliers interdit à nouveau les coalitions ouvrières (grèves et syndicats)[14].  Le livret ouvrier est rétabli. L'arrêté du 9 frimaire an XII (1er décembre 1803) en précise les modalités :aucun salarié ne peut se déplacer sans le posséder sous peine de prison[15].
- 14 avril : la banque de France devient un institut d’émission sous contrôle de l’État. Reprise de la frappe de monnaies d’or, d’argent, et de cuivre selon le système décimal, qui supprime la monnaie de compte[3].
- 15 avril : le compositeur Boieldieu quitte Paris pour Saint-Pétersbourg où il devient maître de chapelle du tsar Alexandre Ier.
- 26 avril : une pluie de météorites tombe à L'Aigle, en Normandie. Le rapport de Jean-Baptiste Biot, envoyé sur place du 26 juin au 5 juillet, constitue la première reconnaissance scientifique de l'origine extra-terrestre des météorites[16].
- 30 avril : vente de la Louisiane aux États-Unis[3]. Les traités conclus le 30 avril sont signés le 8 mai après leur traduction. La souveraineté américaine entre en vigueur le 20 décembre pour le sud du territoire et le 9 mars 1804 pour la Haute-Louisiane, lors de la Journée des trois drapeaux[17].

### Mai
- 1er mai :  Whitworth présente à Talleyrand un « ultimatum verbal » ; Malte ne sera évacuée qu'en échange de l'évacuation des troupes françaises en Hollande. Talleyrand propose de remettre Malte sous la protection d'une tierce puissance, ce que l'ambassadeur britannique refuse[9].
- 4 mai : Chateaubriand est nommé par Bonaparte secrétaire de légation à Rome sous les ordres du cardinal Fesch[3].
- 5 mai : ouverture de l'école spéciale de Saint-Cyr, installée dans une aile du palais de Fontainebleau. Elle retrouve en 1808 la Maison royale de Saint-Cyr où elle reste jusqu'en 1840.
- 7-8 mai : vol des vases sacrés de Notre-Dame de Paris dans la nuit[3].
- 11 mai : le Premier Consul repousse l'ultimatum britannique [9].
- 12 mai : la Grande-Bretagne rappelle de Paris son ambassadeur à la suite de l'affaire de Malte[9].
- 16 mai : la Grande-Bretagne met l'embargo sur tous les navires français et hollandais déclarant de fait la guerre à la France et à la Hollande[9]. Douze cents bateaux français et hollandais sont saisis pour deux cents millions de marchandises[3].
- 22 mai : pour répondre à l'embargo anglais, Bonaparte fait arrêter tous les sujets britanniques résidant en France[18]
- 27 mai : occupation du Hanovre, possession de la Couronne britannique par les troupes d'Édouard Mortier, à la suite de la rupture de la paix d'Amiens[9].

### Juin
- 14 juin : le Premier Consul inaugure la fontaine Desaix place Dauphine à Paris
- 20 juin (1er messidor an XI) : arrêté qui prohibe l'introduction dans les ports de toute denrée ou marchandise provenant de colonie ou fabrique britannique[19].
- 22 juin : le couvent des Bénédictins anglais est restitué par arrêté des Consuls aux évêques catholiques anglais[3].
- 24 juin-11 août : le Premier Consul entreprend une grande tournée d'inspection auprès des camps de Boulogne, de Montreuil et d'Ambleteuse en vue d'activer les préparatifs de son projet de débarquement au Royaume-Uni[20].

### Juillet
- 14 juillet : dernière célébration de l'anniversaire de la prise de la Bastille[3].

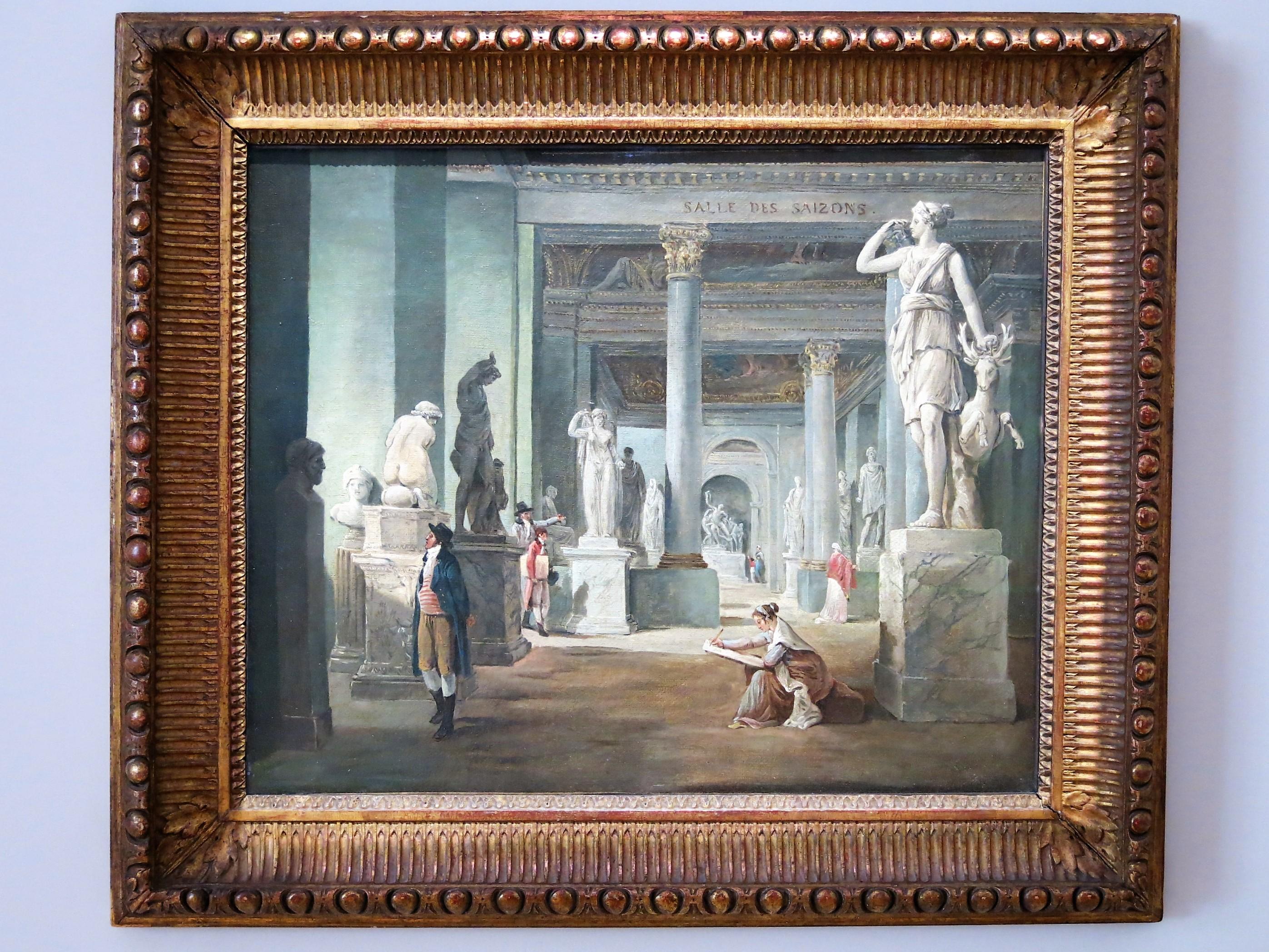
La Salle des Saisons vers 1802-1803 au Louvre. Hubert Robert.

- 22 juillet : Cambacérès inaugure une salle du Musée central des Arts en l'absence de Bonaparte, alors en Belgique. Il écrit à Denon pour lui suggérer de rebaptiser le musée du Louvre en musée Napoléon[3].

### Août
- 9 août : l'Américain Robert Fulton fait fonctionner un  bateau à vapeur sur la Seine[3].
- 15 août : fête nationale et anniversaire de la naissance du premier consul Bonaparte. Inauguration au Louvre rebaptisé « musée Napoléon » de la galerie des Antiques[3].

- 20 août :

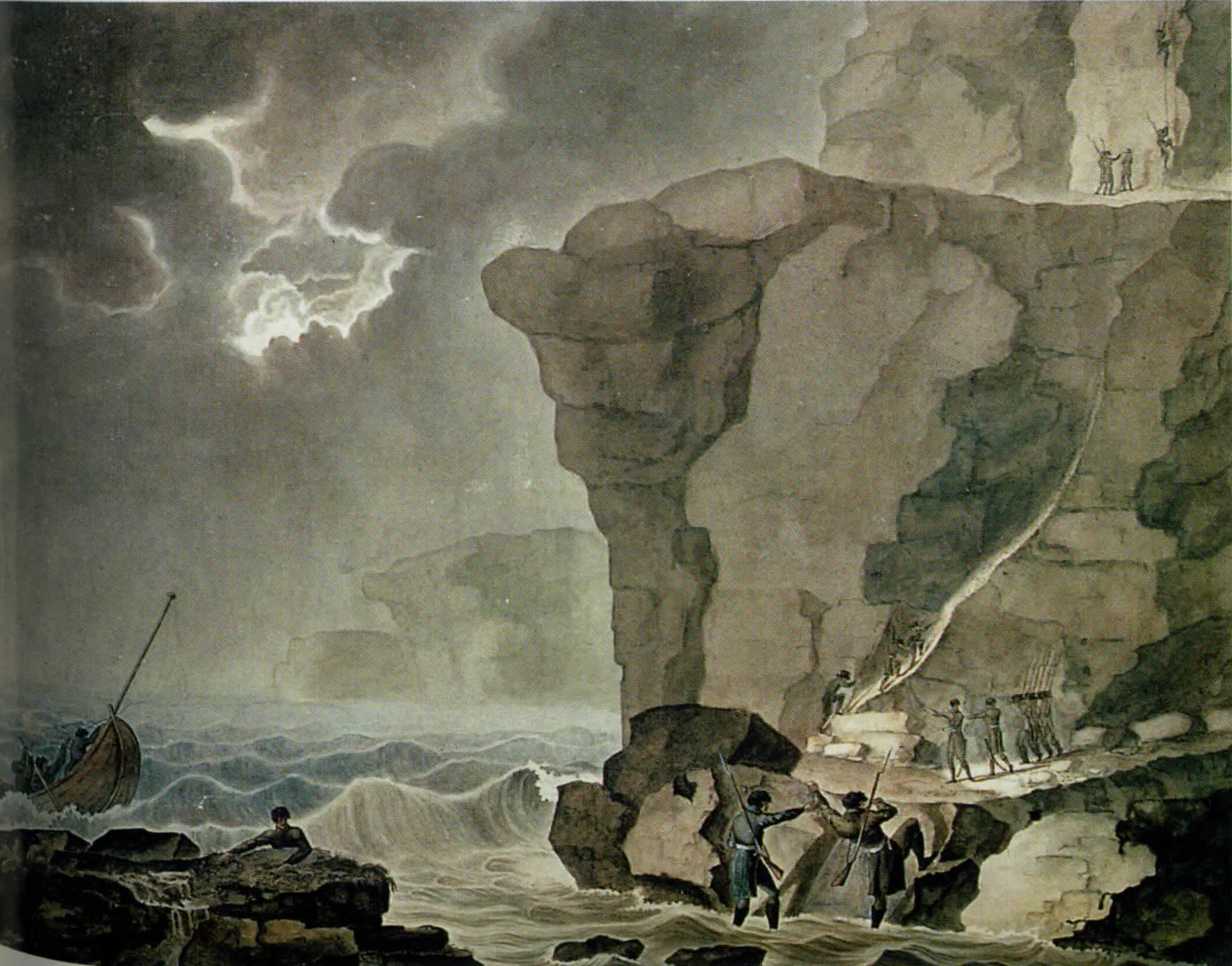
Cadoudal débarque le 20 août 1803 à la brèche de Biville.

  - un brick anglais débarque Georges Cadoudal et quelques de chouans près de Biville. Ils sont à Paris le 29 août dans le but d'enlever Bonaparte avec la complicité de Pichegru. Le complot est déjoué en février 1804 et Cadoudal est exécuté le 25 juin 1804[9].
  - Claude Fournier, jacobin proscrit en 1801 est enfermé au fort de Joux, transféré sur l'île d'Oléron le 20 novembre puis déporté en Guyane du 10 mars 1804 à 1809[21].

### Septembre
- 24 septembre (1er vendémiaire an XII):
  - le pont des Arts est ouvert au public[3].
  - arrêté des consuls réorganisant les corps d'infanterie[22].

### Octobre
- 1er octobre (8 vendémiaire an XII),  arrêté du Premier consul qui ordonne l'érection d'une colonne au centre de la place Vendôme[3].
- 15 octobre : après la publication de Delphine, Madame de Staël reçoit un ordre officiel d'exil à quarante lieues de Paris ; elle part pour un voyage de plusieurs mois en Allemagne avec Benjamin Constant[3].
- 23 octobre (30 vendémiaire, an XII) : le docteur Guillotin est reçu en audience publique par Bonaparte aux Tuileries pour lui présenter un mémoire sur les moyens de répandre la vaccination, mise au point par Edward Jenner, pour éradiquer la variole en France. Le Premier consul est très favorable et charge Chaptal, ministre de l’Intérieur de mettre au point un programme de vaccination systématique[23].
- 30 octobre : convention de subside entre la France et l'Espagne[24]. Le renouvellement de l’alliance avec l’Espagne va entraîner cette dernière dans la guerre  avec la Grande-Bretagne le 14 décembre 1804.

### Novembre
- 5 novembre : une flottille britannique attaque pour la première fois cent bateaux formant une ligne d'embossage lors de manœuvres au camp de Boulogne. Le camp subit deux autres attaques, le 25 mars et le 13 avril 1804[3].
- 6 novembre : Pauline Bonaparte épouse en secondes noces le prince Camille Borghèse[25].
- 19 novembre : Rochambeau capitule au Cap-Français le lendemain de la bataille de Vertières, et quitte la colonie de Saint-Domingue avec les restes du corps expéditionnaire français le 29 novembre[26].

### Décembre
- 1er décembre :
  - arrêté instituant le livret ouvrier (supprimé en 1890)[14].
  - création des Chambres de manufactures.
- 2 décembre : l'armée massée au camp de Boulogne reçoit le nom d'armée d'Angleterre[3].
- 3 décembre (11 frimaire an XII) : arrêté du gouvernement relatif à l’exécution de la loi du 27 juin 1792, qui ordonne la formation d’une place sur le terrain de la Bastille[3].
- 7 décembre : Georges Cadoudal reçoit à Biville deux grands amis du comte d'Artois, Coster de Saint-Victor et le prince Armand de Polignac[3].
- 24 décembre : Jérôme Bonaparte épouse à Baltimore Elizabeth Patterson ; le mariage sera annulé[3].

## Naissances en 1803
- 17 février, Edgar Quinet, écrivain et historien français († 27 mars 1875).
- 24 juillet : Adolphe Adam, compositeur français († 3 mai 1856).
- 23 septembre : Prosper Mérimée, écrivain français († 23 septembre 1870).
- 29 septembre : Charles Sturm, mathématicien français († 15 décembre 1855).
- 11 décembre : Hector Berlioz, compositeur français († 8 mars 1869).

## Décès en 1803
- 18 janvier : Sylvain Maréchal, écrivain, poète, pamphlétaire français, précurseur de l’anarchisme (° 15 août 1750).
- 17 février : Louis René Édouard de Rohan, cardinal français, évêque de Strasbourg (° 25 septembre 1734).
- 1er mars Jean-François Colson, peintre, architecte et sculpteur français (° 2 mars 1733).
- 24 avril : Adélaïde Labille-Guiard, peintre, miniaturiste et pastelliste française (° 11 avril 1749).
- 23 mai : Lucile Messageot, peintre française (° 13 septembre 1780).
- 5 septembre : Pierre Choderlos de Laclos, écrivain et officier français (° 18 octobre 1741).
- 13 octobre : Louis-Claude de Saint-Martin, philosophe français (° 18 janvier 1743).
- 22 octobre : Jacques Gamelin, peintre français (° 3 octobre 1738).